# Districtul Thyolo
Thyolo este un district  în   statul Malawi. Reședința sa este orașul Thyolo.